# 阿里耶帕姆帕拉耶姆
阿里耶帕姆帕拉耶姆（Ariyappampalayam），是印度泰米尔纳德邦Erode县的一个城镇。总人口12274（2001年）。

## 人口
该地2001年总人口12274人，其中男性6137人，女性6137人；0—6岁人口1340人，其中男598人，女742人；识字率54.43%，其中男性为63.83%，女性为45.04%。